# Lista över stormfloder i Nordsjön

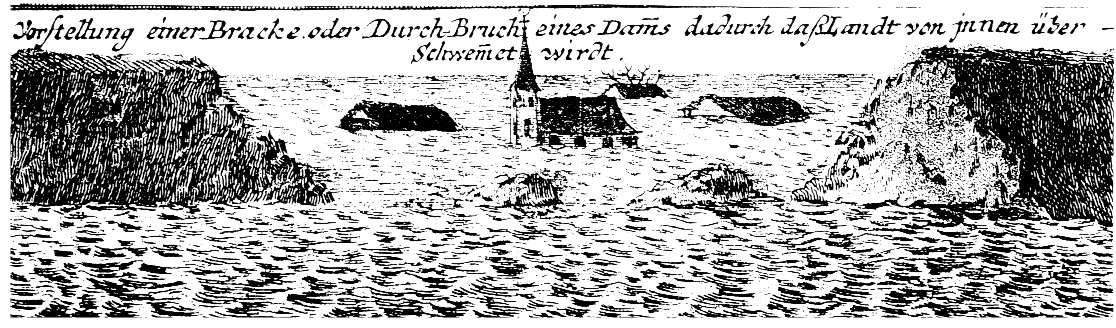
Illustration av hur vattenmassor bryter igenom en vall. Troligen rör det sig om julstormfloden 1717.

Denna lista över stormfloder i Nordsjön har som syfte att ge en så fullständig presentation som möjligt av översvämningar i samband med stormfloder vid Nordsjökusten under de senaste tusen åren. Listan gör dock inte anspråk på att vara fullständig.
| Datum                                            | Namn                                 | Alternativt namn                           | Område                                          | Konsekvens |
| 800-talet                                        | 800-talet                            | 800-talet                                  | 800-talet                                       | 800-talet |
| ------------------------------------------------ | ------------------------------------ | ------------------------------------------ | ----------------------------------------------- | --- |
| 26 december 838                                  |                                      |                                            | Nederländska kusten                             | Den första dokumenterade stormfloden på Nordsjön; cirka 2 500 döda i det område där Nederländerna ligger i dag. |
| 1000-talet                                       |                                      |                                            |                                                 | |
| 28/29 september 1014                             |                                      |                                            | Belgiska och nederländska kusten                | |
| 1066                                             |                                      |                                            | Vid dagens Jadebusen                            | Borgen Mellums förstörelse. |
| 1100-talet                                       |                                      |                                            |                                                 | |
| 4 oktober 1134                                   |                                      |                                            | Belgiska och nederländska kusten                | Utvidgning av Zwin fram till Brygge |
| 21 december 1163                                 | Thomasflut 1163                      |                                            | Nederländska kusten                             | |
| 16/17 februari 1164                              | Julianastormfloden 1164              |                                            | Nederländska kusten, Elbeområdet                | 20 000 döda; översvämning av floden Jade och stora skador i området runt floden Elbe |
| 1/2 november 1170                                | Allhelgonastormfloden 1170           |                                            | Nederländska kusten                             | Stor förödelse. Öarna Texel och Wieringen bildas och Zuiderzee utvidgas. Ön Bant förstörs. |
| december 1196                                    | Nikolausflut                         |                                            | Nederländska kusten                             | |
| 1200-talet                                       |                                      |                                            |                                                 | |
| 1212                                             |                                      |                                            | Nederländska kusten                             | Cirka 60 000 döda i norra Nederländerna |
| 1214                                             |                                      |                                            | Nederländska kusten                             | |
| 16 januari 1219                                  | Marcellusstormfloden 1219            |                                            | Nederländska kusten och Elbeområdet             | 36 000 döda, stora översvämningar i Elbeområdet. Första dokumenterade ögonvittnesskildringen från en stormflod. |
| 1228                                             |                                      |                                            | Nederländska kusten, Friesland                  | 100 000 döda |
| 20 november 1248                                 |                                      |                                            | Nederländska kusten                             | Under vintern 1248/49 drabbades den nederländska kusten av tre stormfloder inom loppet av fyra månader. |
| 28 december 1248                                 | Värnlösabarnsstormfloden 1248        |                                            | Nederländska kusten och Elbeområdet             | Stora förluster av människoliv; översvämningen delade den historiska Elbe-ön Gorieswerder i flera delar. |
| 4 februari 1249                                  |                                      |                                            | Nederländska kusten                             | |
| 25 december 1277                                 | Weihnachtsflut 1277                  |                                            | Friesland                                       | |
| 1280                                             |                                      |                                            | Friesland                                       | Bildandet av Lauwerszee |
| 1282                                             |                                      |                                            | Nederländska kusten                             | Den frisiska ön Texel skiljs från fastlandet. |
| 13/14 december 1287                              | Luciastormfloden 1287                |                                            | Nederländska och tyska kusten                   | 50 000 döda; 50 byar förstörs, bildandet av Dollart inleds och Zuiderzee utvidgas. |
| 5 februari 1288                                  | Agathenflut                          |                                            | Nederländska kusten                             | |
| 1300-talet                                       |                                      |                                            |                                                 | |
| 1322                                             |                                      |                                            | Belgiska och nederländska kusten                | |
| 23 november 1334                                 | Clemensflut                          |                                            | Belgiska, nederländska och tyska kusten         | Utvidgning av Jadebusen, byarna Arngast och Jadelee översvämmas och försvinner. |
| 15–17 januari 1362                               | Marcellusstormfloden 1362            | Grote Mandränke                            | hela Nordsjöområdet                             | 100 000 dödsfall. Havet tränger in och havsbukten Dollard bildas. Samtidigt sker en utvidgning av Leybucht, Harlebucht, Jadebusen och Eiders mynning. Stora delar av Nordfriesland går under samtidigt som ön Strand och andra öar utanför södra Jylland uppstår. Den nordfrisiska handelsorten Rungholt spolas bort. |
| 8/9 oktober 1374                                 | Erste Dionysiusflut                  |                                            | Tyska och nederländska kusten                   | Stormfloden leder till att Leybucht utvidgas ända fram till staden Norden i Ostfriesland. Byn Westeel utanför Norden går under. |
| 9 oktober 1377                                   | Zweite Dionysiusflut                 |                                            | Tyska kusten                                    | Vatten tränger igenom vallarna vid slottet Lütetsburg i distriktet Aurich i Ostfrieland och i stadsdelen Bargebur i Norden. Vågorna når ända upp till Dominikanerklostrets murar i Norden. |
| 15/16 november 1377                              |                                      |                                            | Nederländska kusten                             | |
| 1400-talet                                       |                                      |                                            |                                                 | |
| 19/20 november 1404                              | Erste Elisabethenflut                |                                            | Belgiska och nederländska kusten                | IJzendijke och Hugevliet sjönk |
| 21 november 1412                                 | Cäcilienflut                         |                                            | Tyska bukten                                    | Vid Estes mynning blev en hel by förstörd. Ön Hahnöfersand i floden Elbe skiljs från fastlandet. |
| 18/19 november 1421                              | Zweite Elisabethenflut               |                                            | Belgiska och nederländska kusten                | 100 000 döda. Byn Dort sjönk och Dordrecht skiljdes från fastlandet. |
| 18/19 november 1424                              | Dritte Elisabethenflut               |                                            | Nederländska kusten                             | |
| 1 november 1436                                  | Allhelgonastormfloden 1436           |                                            | Tyska bukten                                    | 500 döda. Översvämningar längs hela Nordsjökusten, särskilt i Eiderstedt och Nordstrand. Eidum sjunker. |
| 21 oktober 1468                                  | Ursulaflut                           |                                            | Nederländska kusten                             | |
| 6 januari 1470                                   | Dreikönigsflut                       |                                            | Elbmarschen                                     | Översvämningar i Eiderstedt, inga permanenta markförluster. |
| 27 september 1477                                | Erste Cosmas- och Damianflut         |                                            | Belgiska, tyska och nederländska kusten         | |
| 1500-talet                                       |                                      |                                            |                                                 | |
| 25/26 september 1509                             | Zweite Cosmas- och Damianflut        |                                            | Nederländska och tyska kusten                   | Floden Ems bryter genom vallarna vid Emden i Ostfriesland. Detta är den största utbredningen av Dollart. Stormfloden innebar den senaste utvidgningen av Jadebusen mot nordväst. |
| 9 september 1510                                 |                                      |                                            |                                                 | |
| 1 november 1510                                  | Allhelgonastormfloden 1510           |                                            | Belgiska, nederländska och tyska kusten         | |
| 16 januari 1511                                  | Antoniusstormfloden 1511             | Eisflut                                    | Butjadingen                                     | Genombrott mellan Jade och Weser. |
| 30 september 1514                                | Hieronymusflut                       |                                            | Nederländska kusten                             | |
| 15 oktober 1517                                  | Gallusflut 1517                      |                                            |                                                 | |
| 5 november 1530                                  | Allerheiligenflut 1530               | Felixflut                                  | Nederländska kusten (Westerschelde-Stromgebiet) | Mer än 100 000 döda |
| 31 oktober/1 november 1532                       | Allerheiligenflut 1532               |                                            | belgische, Nederländska och tyska kusten        | Flera tusen människor dog i Nordfriesland. I kyrkan i Klixbüll i Nordfriesland finns en markering av hur högt vattnet stod. Osterbur och Ostbense i Ostfriesland går under. |
| 13 januari 1552                                  | Pontiansflut                         |                                            | Nederländska kusten                             | |
| 1/2 november 1570                                | Allhelgonastormfloden 1570           |                                            | Nederländska, Belgiska och Tyska kusten         | 20 000 döda. Översvämningar i marskområden i Flandern till Eiderstedt. Stora genombrott av vallarna i Altes Land, Vierlande och Marschlande utanför Hamburg. Byarna Oldendorf och Westbense nära Esens i Ostfriesland går under. Vid kyrkan i ostfriesiska Suurhusen finns en markering att vattnet steg 4,40 meter över normal nivå. |
| 1571                                             | Martiniflut 1571                     |                                            |                                                 | |
| 21 augusti 1573                                  | Kornflut                             |                                            |                                                 | |
| 1 november 1582                                  | Allerheiligenflut 1582               |                                            | Tyska Bukten                                    | |
| december 1593                                    | Weihnachtsflut 1593                  |                                            | Tyska Bukten                                    | Avsevärda genombrott av vallarna i Nordfriesland. |
| 1600-talet                                       |                                      |                                            |                                                 | |
| 14/15 februari 1602                              | Fastnachtsflut 1602                  |                                            |                                                 | |
| 1 december 1615                                  | Große Schadensflut                   |                                            |                                                 | På ön Strand omkom 300 personer. Kyrkogårdar i många byar förstördes genom översvämningen. |
| 25/26 februari 1625                              | Fastnachtsflut 1625                  |                                            | Elbeområdet i Tyskland                          | Genombrott av vallar, översvämningar och stora skador i Ostfriesland, Oldenburg, Altes Land och Hamburg. Flera skader på floderna Jade och Weser. |
| 25 januari 1634                                  | St.-Pauli-Flut                       |                                            | Elbeområdet i Tyskland                          | Ca 900 meter av vallen Este i Hove förstörs. |
| 11 oktober 1634                                  | Burchardstormfloden 1634             | Zweite Grote Mandränke                     | Tyska bukten                                    | 15 000 döda. Ön Strand delas i flera delar. I Danmark översvämmades bland annat Ribe domkyrka. |
| 22 februari 1651                                 | Petrusstormfloderna 1651             |                                            | Tyska bukten                                    | 15 000 döda. Översvämningen delade på de ostfrisiska öarna Juist och Langeoog i två delar. Den ostfrisiska orten Dornumersiel förstördes. Även på tyska fastlandet leder stormfloden till genombrott av vallarna och översvämningar. |
| 4/5 november 1675                                | Allerheiligenflut 1675               |                                            | Nederländska kusten                             | |
| 26 januari 1682                                  |                                      |                                            | Belgiska och nederländska kusten                | |
| 24/25 november 1685                              | Erste Katharinenflut                 |                                            |                                                 | |
| 12/13 november 1686                              | Martiniflut 1686                     | Martinsflut                                | Nederländska och tyska kusten                   | Allvarliga skador på skyddsvallarna i kustområdet från Nederländerna till floden Elbe. |
| 1700-talet                                       |                                      |                                            |                                                 | |
| 7–9 december 1703                                |                                      |                                            | Hela Nordsjöområdet                             | |
| 1715                                             | Fastnachtsflut 1715                  |                                            |                                                 | Den andra kyrkan på den ostfriesiska ön Juist förstörs. |
| 24/25 december 1717                              | Julstormfloden 1717                  |                                            | Nederländska, tyska och danska kusten           | Den dittills största kända stormfloden med översvämningar och förödelse med enorma proportioner. Vid holländska, tyska och danska kusten drunknade 11 150 personer och 100 000 djur. Ungefär 8 000 hus förstördes. |
| 2526 februari 1718                               |                                      |                                            | Nederländska, tyska och danska kusten           | |
| 31 december 1720/1 januari 1721                  | Neujahrsflut 1721                    |                                            |                                                 | Denna stormflod var högre än julstormfloden 1717. De vallar som reparerades efter julfloden 1717 förstördes. Byarna Bettewehr II och Itzendorf förstörds. |
| 26 november 1736                                 | Zweite Katharinenflut                |                                            |                                                 | |
| 21 oktober 1745                                  |                                      |                                            | Elbeområdet                                     | Byn Bishorst i Schleswig-Holstein förstörs |
| 11 september 1751                                |                                      |                                            | Elbeområdet                                     | |
| 7 oktober 1756                                   | Markusflut                           | Amalienflut                                | Elbeområdet                                     | 600 döda |
| 1800-talet                                       |                                      |                                            |                                                 | |
| 23 januari 1820                                  |                                      |                                            | Nederländska kusten                             | |
| 3/–5 februari 1825                               | Februaristormfloden 1825             | Halligflut                                 | Tyska, nederländska och danska kusten           | 800 döda. Längs den tyska kusten förstörs skyddsvallarna på flera ställen och på öarna längs Nordsjökusten förstörs sanddynerna. Februaristormfloden är den högsta stormfloden längs Elbe fram till 1962. Vattnet nådde följande nivåer: Cuxhaven:NN + 4,66 meter Stadersand:NN + 5,14 meter Hamburg-St. Pauli: NN + 5,24 meter |
| 1/2 januari 1855                                 | Neujahrsflut 1855                    | Januarsturmflut                            | Tyska bukten                                    | Stor förstörelse på de Ostfriesiska öarna. Vid Hamburg (Altes Land), i Wilhelmsburg och i Vier- och Marschlanden bryter vattenmassor igenom skyddsvallarna vilket leder till omfattande översvämningar. Vattennivån på Norderney är NN + 4,26 m och i Hamburg-St. Pauli NN + 5,11 m \|-valign="top" |
| 1900-talet                                       |                                      |                                            |                                                 | |
| 12-13 mars 1906                                  | Märzflut 1906                        |                                            | Nederländska, tyska och belgiska kusten         | Den dittills högsta stormfloden som registreras vid den ostfriesiska kusten. Inga vallar förstörs. Vattenståndet i Dangast var NN + 5,35 m |
| 13-14 januari 1916                               |                                      |                                            | Nederländska kusten                             | |
| 10 februari 1949                                 | Ebbflut                              |                                            | Schleswig-Holsteins västkust                    | Av en tillfällighet var det lågvatten (ebb) i samband med att den högsta vindstyrkan någonsin uppmätts, vilket gjorde att det inte blev någon katastrofal stormflod. |
| 31 januari/1 februari 1953                       | Stormfloden i Nordsjön 1953          |                                            | Nederländska och engelska kusten                | Detta är den svåraste naturkatastrofen under 1900-talet i Nordsjöområdet. I Nederländerna, Storbritannien och Belgien dog 2 160 personer. Totalt skadades värden motsvarande mer än 500 miljoner euro. Inga större skador inträffade längs den tyska kusten. |
| 1617 februari 1962                               | Stormfloden i Nordtyskland 1962      | Februarsturmflut 1962, Zweite Julianenflut | Tyska bukten och Elbeområdet                    | Den hittills högsta stormfloden öster om Jade där vallarna i Niedersachsen skadades eller förstördes på 61 ställen. Främst området kring Elbe och dess bifloder påverkades. 340 döda. Cirka 28 000 lägenheter och hus blev skadade och ca 1 300 bostäder blev helt förstörda. Sammanlagt blev mer än 400 km skyddsvallar förstörda eller kraftigt skadade. Översvämningarna nådde följande högsta vattennivåer: Bremerhaven:NN + 4,86 m, Cuxhaven:NN + 4,94 m, Grauerort:NN +5,70 m, Hamburg-St. Pauli: NN + 5,70 m |
| 23 februari 1967                                 | Zweite Niedrigwasser-Orkanflut       | Adolph-Bermpohl-Orkan                      |                                                 | Dittills högsta uppmätta vindstyrka: upp till 14 Beaufort (motsvarande över 140 km/timme). |
| 13/, 16 och 19/20 november samt 14 december 1973 |                                      |                                            |                                                 | Fem kraftiga stormfloder inträffar inom loppet av fyra veckor. Stormfloderna ödelägger vallarna vid Nordsjökusten. Tyska hydrografiska institutet betecknar dem som den längsta stormflodskedjan i mannaminne. |
| 3/4 januari 1976                                 | Erste Januarflut 1976                |                                            | Tyska bukten och Elbeområdet                    | Den hittills högsta stormfloden vid nästan alla mätpunkter längs den tyska Nordsjökusten. Vatten tränger igenom på ett stort antal ställen i Kehdingen och Haseldorfer marsch. De högsta vattennivåerna uppmäts i Cuxhaven till NN + 5,10 m, Bremerhaven:NN + 5,18 m, Grauerort:NN + 6,02 m, Hamburg-St. Pauli: NN + 6,45 m |
| 21 januari 1976                                  | Zweite Januarflut 1976               |                                            | Tyska och danska kusten och Elbeområdet         | Bremerhaven NN + 4,91 m |
| 24 november 1981                                 | Novemberflut 1981                    | Nordfrieslandflut                          | Nordfriesland                                   | Högsta vattenståndet i Nordfriesland NN + 4,72 m vid mätpunkten i Dagebüll. |
| 26/–28 februari 1990                             |                                      |                                            | Tyska bukten                                    | Vissa dödsfall, mest kända direkta resultat av svåra översvämningar. Nordsjökusten upplever på tre dagar två stormfloder, två orkanfloder och en vindflod. |
| 28 januari 1994                                  | Januarflut 1994                      |                                            | Tyska bukten                                    | Högsta vattennivåerna är i Ems NN + 4,75 m vid Weener och i Weser NN + 5,33 m vid Vegesack nära Bremen. |
| 3 december 1999                                  | Orkan Anatol                         |                                            | Hela Nordsjöområdet                             | På kort tid stiger vattnet till mycket höga vattennivåer i hela Nordsjöområdet. Orkanen försvagas innan det blir högvatten i Cuxhaven, annars skulle det ha blivit mycket stora översvämningar inom Elbeområdet. |
| 2000-talet                                       |                                      |                                            |                                                 | |
| 1 november 2006                                  | Allerheiligenflut 2006               |                                            | Hela Nordsjöområdet                             | En mycket allvarlig stormflod med den högsta vattemnivån någonsin som uppmätts för floden Ems (Emden +3,59 m, Gandersum +3,90 m). Sanddyner förstörs på de Ostfriesiska öarna Juist, Langeoog och Wangerooge. |
| 9 november 2007                                  | Stormfloden i Nordsjön november 2007 | Sturmtief Tilo                             | Tyska bukten, Nordsjön                          | En mycket allvarlig stormflod med en vattennivå på 5,42 m över normalvattenståndet vid Hamburg-St. Pauli. Den allvarligaste stormfloden i Hamburg sedan 1990. Stora översvämningar i Hamburg på fiskmarknaden i området HafenCity. Sanddyner på Helgoland förstörs. I Rotterdam tvingas man för första gången att stänga Maeslantkering. |